# Aaron Nkakou Bakebongo
 (juillet 2025).
Aaron Nkakou Bakebongo, né le 29 octobre 1950 à Mankoussou (département du Pool) en république du Congo et mort le13 décembre 2023 à Jossigny en France, est un officier général congolais. Il a occupé plusieurs fonctions stratégiques au sein des forces armées congolaises, notamment dans les domaines de l’intendance, des finances militaires, de la logistique et de la coopération militaire internationale. Il a également été député à l’Assemblée nationale populaire du Congo dans les années 1980.

## Biographie

### Formation militaire
Aaron Nkakou Bakebongo obtient son certificat d'études primaires en 1963, puis intègre la même année l’École militaire préparatoire Général-Leclerc à Brazzaville (promotion Général Leclerc, matricule 637), dont il sort breveté en 1967. Il poursuit ses études secondaires au lycée Savorgnan-de-Brazza, avant de rejoindre en 1969-1970 l’École militaire préparatoire capitaine Tchorere de Saint-Louis (Sénégal), où il obtient son baccalauréat scientifique (série C).

### Carrière militaire
Il occupe plusieurs fonctions clés dans les forces armées congolaises (FAC) et au sein de l’armée populaire nationale (APN) : chef adjoint du bureau de solde, chef de bureau fonds et budget à la direction centrale de l’intendance, gestionnaire du magasin d’intendance de l’APN, directeur du service de l’intendance, chef d’état-major de la logistique de l’APN, directeur des fonds et budget, directeur général de l’administration et des finances des FAC, directeur général des affaires stratégiques et de la coopération militaire.
Il est admis en deuxième section (retraite) le 31 décembre 2015.

### Coopération militaire internationale
En 2013, Aaron Nkakou Bakebongo joue un rôle majeur dans la coopération militaire entre le Congo et la France. Le 20 septembre 2013, il participe à une réunion stratégique au ministère de la Défense, en présence du général Guy-Blanchard Okoï et du ministre Charles Richard Mondjo, à l’occasion de la visite à Brazzaville du général de division Francisco Soriano, commandant des Forces françaises au Gabon. Ils évoquent la coopération bilatérale, la crise centrafricaine et l’organisation de l’exercice militaire de la CEEAC de 2014. Sous sa direction, plusieurs militaires congolais bénéficient de formations techniques en partenariat avec les troupes françaises stationnées à Libreville.
Il s’investit également dans la préparation et l’accompagnement des attachés de défense congolais à l’étranger, en facilitant la structuration des ressources et l’amélioration des conditions d’installation.

### Engagement politique
Membre du Parti congolais du travail (PCT), Aaron Nkakou Bakebongo est élu député à l’Assemblée nationale populaire de 1979 à 1984, où il exerce la fonction de premier secrétaire de la Commission finances et budget. 

### Mort et hommage national
Mort en France le 13 décembre 2023, il reçoit un hommage solennel à Brazzaville le 28 décembre 2023. Lors de cette cérémonie, la promotion 2023 des anciens enfants de troupe (AET) est baptisée de son nom par le général René Boukaka, chef d’état-major général adjoint. Le colonel Eugène Ghoma-Boubanga souligne à cette occasion la bravoure et le patriotisme du général.

## Distinctions
Aaron Nkakou est commandeur de l'ordre du Mérite congolais.